# Ptychosema
Ptychosema, monotipski biljni rod iz porodice mahunarki smješten u tribus Bossiaeeae. Jedina vrsta je P. pusillum, trajnica iz Zapadne Australije; australski endemi.
Lokalno je poznata kao »patuljasti grašak« (“dwarf pea”). Naraste do 10cm. visine.